# فرناندو کامپوس
فرناندو کامپوس (اسپانیایی: Fernando Campos‎; ۱۵ اکتبر ۱۹۲۳ – ۱۴ سپتامبر ۲۰۰۴) بازیکن فوتبال اهل شیلی بود.
از باشگاه‌هایی که در آن بازی کرده‌است می‌توان به باشگاه فوتبال سانتیاگو واندررس و باشگاه فوتبال کولو-کولو اشاره کرد.
وی همچنین در تیم ملی فوتبال شیلی بازی کرده‌است.